# On The Run
On The Run detta är ett arkadspel utvecklat av Silent Bay Studios och publicerat av det schweiziska företaget Miniclip den 26 augusti 2015 för Android, iOS-enheter (iPhone, iPad, iPod touch), Windows Phone och en webbläsare och webbläsare i Google Play, App Store, Windows Store och på den officiella webbplatsen för Miniclip. Detta spel är en remake av spelet On The Run, även känd som FFX Runner och Alias Runner.
År 2016 togs detta spel bort från spelportalen Miniclip.com på grund av föråldring av NPAPI i moderna webbläsare. År 2018 togs detta spel bort från App Store och Google Play eftersom det officiellt upphörde och inte längre stöds.

## Spelhistorik
Spelet tillkännagavs den 27 augusti 2014 på Miniclip officiella YouTube-kanal, och dess officiella trailer släpptes den 18 augusti 2015. Den 26 augusti 2015 släpptes den officiellt för Android, iOS, Windows Phone och webbläsare. Dess distributörer är Google Play, App Store, Windows Store och Miniclip.com. År 2016 togs detta spel bort från spelportalen Miniclip.com på grund av föråldring av NPAPI i moderna webbläsare. År 2018 togs detta spel bort från App Store och Google Play eftersom det officiellt upphörde och inte längre stöds.